# سانیه
سانیه (به عربی: السانیة) یک شهرداری در الجزایر است که در ناحیه سانیه واقع شده‌است. سانیه ۴۸٫۵۱ کیلومتر مربع مساحت و ۹۳٬۵۰۰ نفر جمعیت دارد و ۷۷ متر بالاتر از سطح دریا واقع شده‌است.